# Sunigilda
Sunigilda foi uma nobre bárbara do final do século V, a esposa do rei Odoacro (r. 476–493) e possível mãe de de Ocla/Tela. Após a derrubada de seu marido em 493, foi aprisionada pelo rei ostrogótico Teodorico, o Grande (r. 474–526) e morreu de fome no cárcere.